# Esthemopsis isabellae
Esthemopsis isabellae är en fjärilsart som beskrevs av Sharpe 1890. Esthemopsis isabellae ingår i släktet Esthemopsis och familjen Riodinidae. Inga underarter finns listade i Catalogue of Life.